# Davide Ancilotto
Davide Ancilotto (Venezia, 3 gennaio 1974 – Roma, 24 agosto 1997) è stato un cestista italiano.

## Carriera

### Gli inizi
Mestrino, iniziò giovanissimo a giocare a calcio nella locale formazione del Real San Marco.
Gli amici di famiglia lo avevano soprannominato "cascarea".
A 13-14 anni iniziò a giocare a pallacanestro nelle giovanili del Basket Mestre, e Celada (patron del BC Mestre) diceva sarebbe diventato un campione.
Difatti lo portò poi con sé a Desio, dove disputa con la Irge il campionato "cadetti" della stagione 1989/90, giungendo alla finale per il titolo nazionale, persa a San Vincenzo di Livorno contro la Knorr Bologna.
Davide inizia a giocare sperimentando prima vari ruoli, per poi diventare guardia, nonostante i 201 centimetri di altezza, notevoli per una guardia in Europa, diventando un giocatore professionista. Proprio la sua altezza lo rendeva un giocatore atipico per il suo ruolo, non bellissimo esteticamente, ma concreto.

### La serie A e la nazionale
In serie A disputa 178 partite: le prime quattro stagioni a Caserta (1991-1995, tre in A1 e l'ultima in A2), poi alla Madigan Olimpia Basket Pistoia (1995-96), per approdare alla sua ultima squadra, la Virtus Roma, nella stagione 1996-97 e con la quale colleziona 28 presenze. Nel 1996 stava per essere ceduto alla squadra spagnola del Badalona ma scelse di restare in Italia e giocare nella squadra della capitale.
In carriera in Serie A ha messo a segno 1890 punti.
Debutta nella nazionale italiana il 12 novembre 1995 contro la Finlandia, a Helsinki, indossandone la maglia per 18 volte e realizzando 102 punti.

### La morte
Durante un'amichevole contro il Nancy disputata a Gubbio il 16 agosto 1997, fu colto da un improvviso malore perdendo conoscenza: ricoverato al San Filippo Neri in prognosi riservata, entrò quindi in coma nei giorni successivi. Un quadro clinico in costante peggioramento — con la causa del malore originariamente ricondotta ad un'ischemia cerebrale — culminò nel decesso il 24 agosto.
A seguito di un esposto avanzato dalle sorellastre del giovane, la magistratura romana avviò un'inchiesta: responsabilità circa un possibile omicidio colposo furono ascritte ai dirigenti di Telemarket — i quali per ragioni di sponsorizzazione avrebbero richiesto la presenza in campo di Ancilotto malgrado una cefalea lamentata dallo stesso — nonché al personale medico della Virtus, per via dell'inadeguato soccorso prestato dopo lo svenimento.
L'autopsia — il cui esito risultò essere una tromboembolia cerebrale con lacerazione dell'arteria sinistra — indicò la natura imprevista del malanno: il funerale, cui presenziarono numerose personalità del basket italiano, si svolse a Mestre il 30 agosto.

## Riconoscimenti postumi
- A partire dalla stagione 1997-98, la Virtus Roma ha ritirato il numero 4 da lui indossato[17];
- L'associazione 4NCI, costituita in suo onore[18], organizza annualmente un torneo estivo (Memorial 4NCI) aperto ad entrambi i sessi e con 3 giocatori per squadra[19];
- Il 2 giugno 2007 Walter Veltroni — all'epoca sindaco della capitale — e Claudio Toti (presidente del club in cui aveva militato) intitolarono con una targa alla sua memoria una via d'accesso al PalaLottomatica[20];
- A lui è intitolato un playground a Roma sul colle Celio[21].
- In occasione della partita che la squadra romana sostenne con la Reyer Venezia Mestre il 30 dicembre 2011, l'incontro fu dedicato congiuntamente al suo ricordo in quanto di origini lagunari ed ex atleta dei capitolini.[22]

## Palmarès

### Nazionale
- Europei Under-20:

 Slovenia 1994